# 체크메이트 (근육맨)
《체크메이트》는 쾌걸 근육맨 2세에 등장하는 초인이다.

## 소개
성우는 토오치카 코이치/김기흥. 션샤인의 제자 악몽의 사나이 중 한명이며, 근육 만타로와 싸운 초인. 근육 만타로와 싸우면서 악마초인군단 사진을 보면서 눈물을 흘리는 션샤인의 악마초인군단과 근육맨 가문을 무시한다. 그러자 근육 만타로가 분노가 치밀어 올라서 체크메이트의 필살기에서 탈출하면서 근육 만타로의 필살기를 받고 패배. 나중에는 근육 만타로의 기적의 힘 되찾기 편에서 호크 자이언트와 근육 만타로의 대결에 재등장. 반칙을 하던 호크 자이언트를 막고 자신을 쓰러뜨린 근육 만타로가 얼마나 더 강해졌는가 확인하러 여기를 왔다. 그 뒤로도 정의의 신세대 초인들과 어울리게 된다.